# Liefdesbrieven van Napoleon

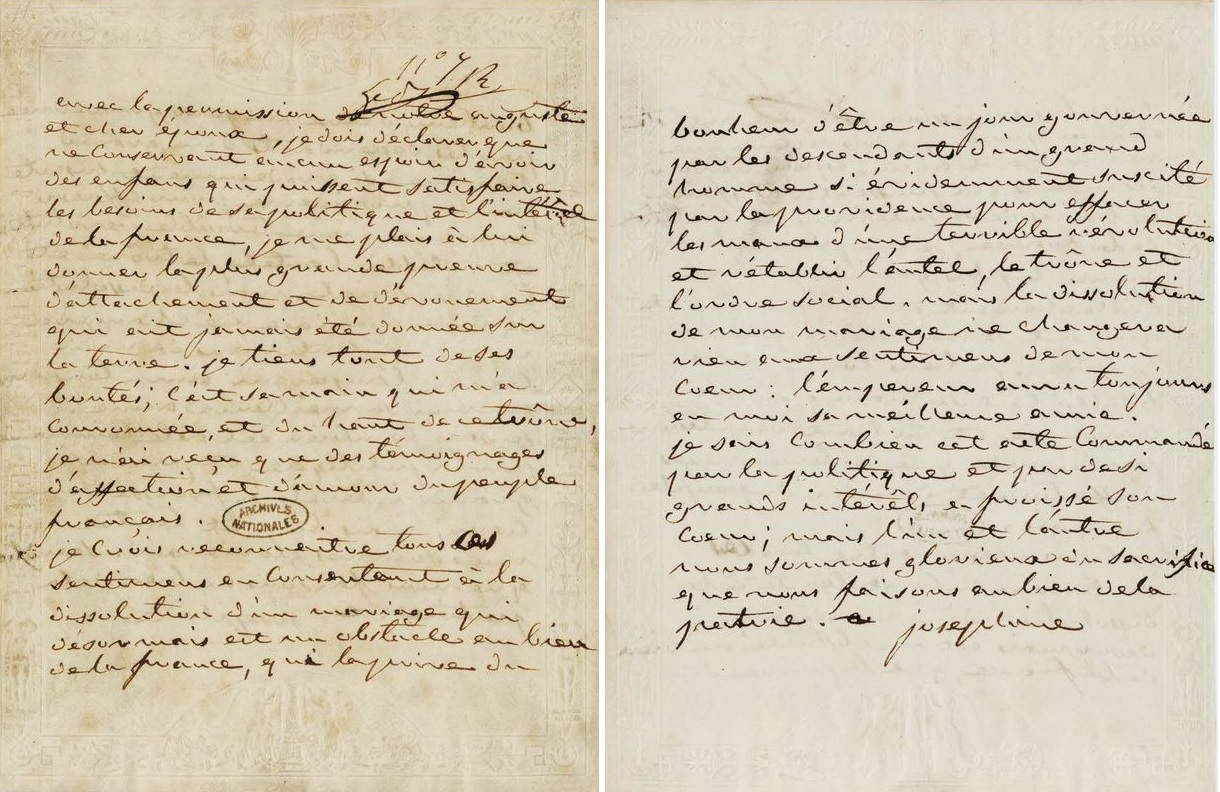
Brief uit 1809

De liefdesbrieven van Napoleon Bonaparte aan Joséphine de Beauharnais, zijn een reeks brieven die Napoleon schreef tussen 1769 en 1812, de brieven geven een beeld hoe Napoleon in zijn persoonlijke leven was.
Er zijn door de jaren heen meerdere publicaties uitgebracht van de verzamelde brieven. De eerste Engelstalige publicatie kwam uit in 1901 en was vertaald door Henry Foljambe Hall. In 2019 brachten drie van deze brieven een half miljoen euro op, op een veiling in Parijs.